# Dinara Safina
Dinara Michajłowna Safina (ros. Динара Михайловна Сафина, tatar. Динара Мөбин кызы Сафина; ur. 27 kwietnia 1986 w Moskwie) – rosyjska tenisistka tatarskiego pochodzenia, finalistka trzech turniejów wielkoszlemowych w grze pojedynczej, mistrzyni US Open 2007 w grze podwójnej, półfinalistka US Open 2005 w grze mieszanej, liderka rankingu WTA w grze pojedynczej, srebrna medalistka olimpijska w grze pojedynczej z 2008 roku, zdobywczyni Pucharu Federacji 2005 wraz z drużyną Rosji, reprezentantka Rosji w Pucharze Hopmana. Siostra tenisisty Marata Safina. Obydwoje zajmowali pierwsze miejsca w indywidualnych rankingach tenisowych i jest to pierwszy przypadek w dziejach, gdy dokonali tego brat i siostra.

## Kariera tenisowa

### Dzieciństwo
Dinara Safina rozpoczęła treningi tenisowe w wieku siedmiu lat. Jej rodzice związani byli z tenisem – ojciec Michaił Aleksiejewicz Safin był menedżerem klubu tenisowego Spartak Moskwa, a matka Rausa Isłanowa to była radziecka tenisistka i w późniejszych latach trenerka. Profesjonalnym tenisistą został też jej o sześć lat starszy brat Marat. Wkrótce wyjechała razem z nim do Walencji, aby uczestniczyć w programach treningowych, które nie były dostępne na terenie Rosji.

### Lata 2000–2004
Rosjanka odnosiła sukcesy w rozgrywkach juniorskich Międzynarodowej Federacji Tenisowej. W 2001 roku zagrała w singlowym finale Wimbledonu. W półfinale ograła późniejszą pierwszą rakietę brytyjską, Anne Keothavong, ale w decydującym meczu lepsza od niej okazała się Angelique Widjaja. W grze podwójnej w 2000 została wicemistrzynią French Open, a jej partnerką była Matea Mežak. W drugiej rundzie wygrały z deblem, w składzie którego była Gisela Dulko, w półfinale ograły młodszą z sióstr Clijsters, Elke, a w finale uznały wyższość Maríí José Martínez Sánchez i Anabel Mediny Garrigues. W 2001 z rodaczką Anną Bastrikową awansowała do półfinału Wimbledonu – przegrały z Dulko i Ashley Harkleroad. W rankingu juniorek zajmowała indywidualnie miejsce dziewiąte, a w deblu lokatę siódmą.
W 2000 roku otrzymała status profesjonalnej tenisistki. W 2001 dwukrotnie próbowała swoich sił w eliminacjach do głównych turniejów WTA Tour, ale zarówno w Madrycie, jak i w Moskwie doszła do drugiej rundy. W kwietniu 2002 organizatorzy zawodów w Estoril przyznali jej dziką kartą, a Safina doszła tam do półfinału (jednocześnie pierwszy jej półfinał w WTA Tour), ulegając najniżej notowanej spośród swoich czterech przeciwniczek, Ance Barna. W lipcu, po przejściu kwalifikacji, wygrała swój pierwszy profesjonalny turniej w grze pojedynczej. Dokonała tego w Sopocie. W finale skreczowała jej rywalka, Henrieta Nagyová, ale wcześniej Rosjanka przekonująco pokonała wysoko notowane rywalki: Patty Schnyder, Magüi Sernę i Wierę Zwonariową. Została najmłodszą triumfatorką imprezy WTA od czterech lat, pierwszą od trzech lat kwalifikantką, która tego dokonała i w efekcie awansowała do czołowej setki światowego rankingu.
W styczniu 2003 zadebiutowała w turnieju wielkoszlemowym w Melbourne, w trzech setach przegrywając z Katariną Srebotnik. W lipcu zwyciężyła kolejne zawody, tym razem w Palermo, eliminując w ćwierćfinale Francescę Schiavone, a potem rewanżując się Srebotnik w finale. Nie obroniła tytułu w Sopocie, ale po raz pierwszy w karierze awansowała do czwartej rundy imprezy z cyklu Wielkiego Szlema (US Open), nie dając rady Justine Henin-Hardenne. W lutym 2004 została półfinalistką halowego turnieju w Paryżu, gdzie przegrała z Kim Clijsters. W październiku znalazła się w finale w Luksemburgu, ale puchar wywalczyła wówczas Alicia Molik. Safina po raz pierwszy w karierze znalazła się w gronie pięćdziesięciu najlepszych tenisistek globu.

### Lata 2005–2007
W lutym 2005 poprawiła swój wynik z Paryża, zdobywając halowe mistrzostwo. W dwóch ostatnich meczach zwyciężyła ulubienice publiczności, Tatianę Golovin i Amélie Mauresmo, a w ćwierćfinale skorzystała z walkowera Sereny Williams. Do tego momentu był to największy sukces w jej singlowej karierze. W maju triumfowała w Pradze po finale z Zuzaną Ondráškovą. Doszła do półfinałów w Estoril, Luksemburgu, Moskwie i Hasselt, co zapewniło jej awans do najlepszej dwudziestki indywidualnego rankingu (po turnieju w Moskwie).
W 2006 regularnie osiągała ćwierćfinały i półfinały turniejowe. W czerwcu po raz pierwszy zagrała w jednej czwartej finału imprezy wielkoszlemowej; dokonała tego podczas French Open, pokonując między innymi Mariję Szarapową. Przegrała ze Swietłaną Kuzniecową. Tydzień później zagrała w swoim pierwszym finale na kortach trawiastych w ’s-Hertogenbosch, ale uległa tam faworytce gospodarzy, Michaëlli Krajicek. Drugi wielkoszlemowy ćwierćfinał odnotowała w US Open, pokonana przez ówczesną liderkę rankingu, Amélie Mauresmo. 2 października po raz pierwszy została sklasyfikowana wśród dziesięciu najlepszych zawodniczek świata. Zimą 2007 triumfowała w Gold Coast, po zaciętym finale z Martiną Hingis. W kwietniu doszła do finału w Charleston; w ćwierćfinale skreczowała jej rywalka Golovin, a w półfinale Zwonariowa, przegrała walkę o tytuł z Jeleną Janković. Była w półfinałach w ’s-Hertogenbosch i Moskwie. Jednocześnie odniosła sukcesy w grze podwójnej – we wrześniu zdobyła jedyne w karierze mistrzostwo wielkoszlemowe w US Open 2007, partnerując Nathalie Dechy.

### Sezon 2008

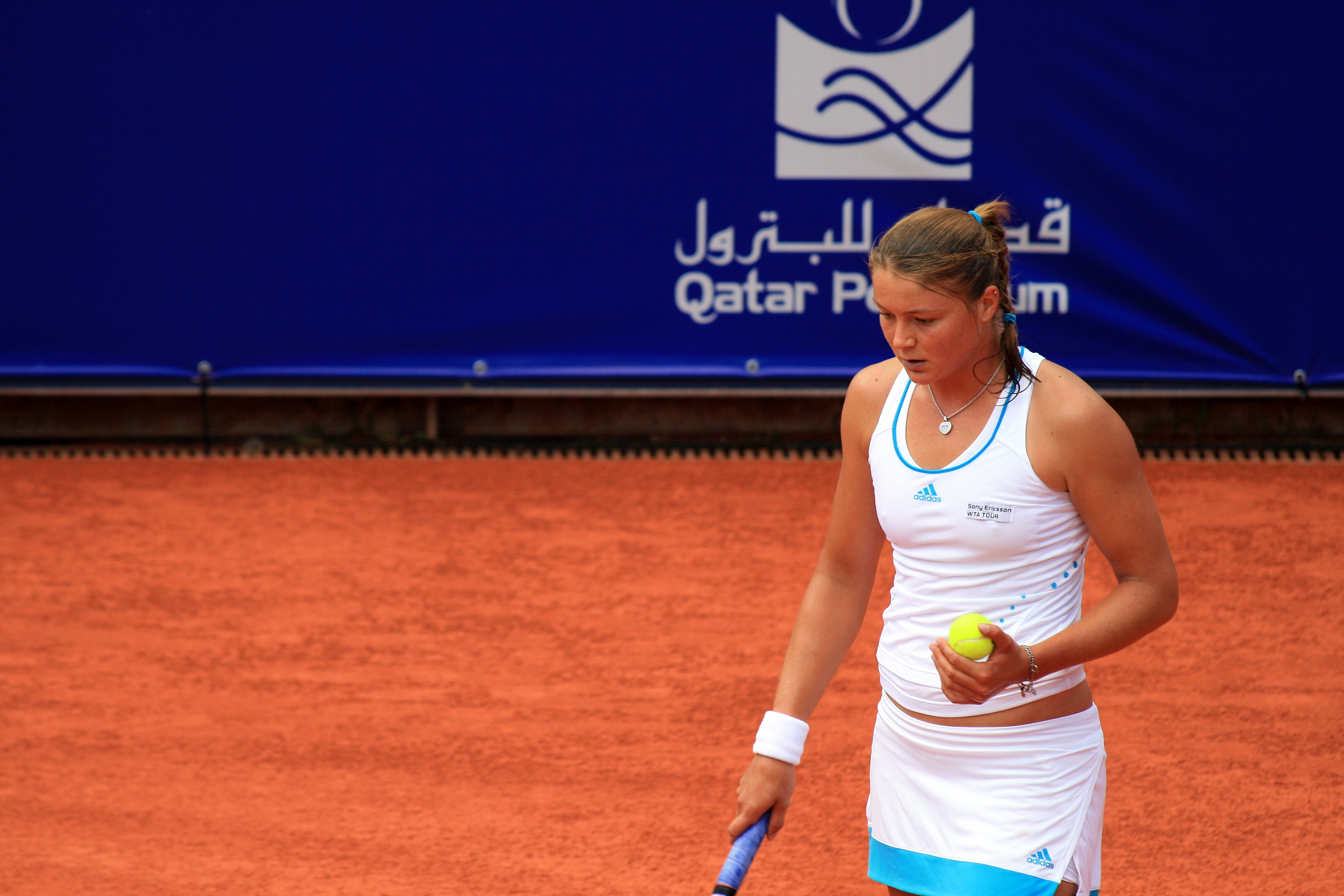
Safina podczas turnieju w Berlinie (2008)

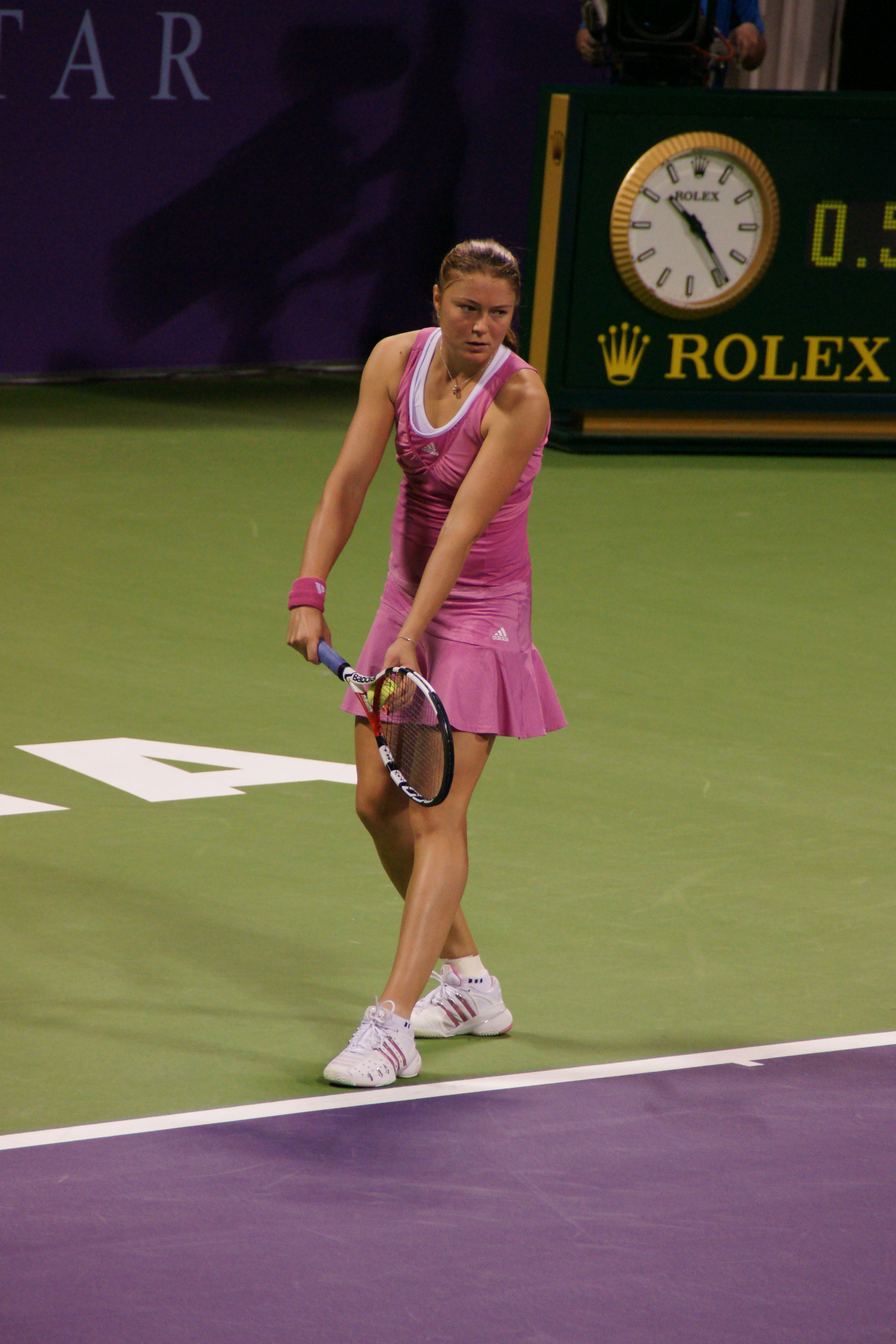
Safina na Sony Ericsson Championships 2008

Przełomowy w wykonaniu Safiny okazał się turniej w Berlinie w maju 2008. W trzeciej rundzie sensacyjnie wyeliminowała ówczesną liderkę rankingu WTA Justine Henin wynikiem 5:7, 6:3, 6:1. Tydzień później Belgijka ogłosiła zakończenie swojej tenisowej kariery. W ćwierćfinale Rosjanka pokonała Serenę Williams (6 WTA) po zaciętym tie-breaku trzeciego seta. W półfinale rozgromiła Wiktoryję Azarankę, a w finale swoją rodaczkę Jelenę Diemientjewą. Wysoko formę przypieczętowała finałem French Open, od czwartej rundy eliminując wyłącznie inne Rosjanki – Szarapową, Diemientjewą i Kuzniecową, a w finale nie dając rady Anie Ivanović. W czerwcu została wicemistrzynią w ’s-Hertogenbosch, przegrywając z Tamarine Tanasugarn. Latem odnotowała imponującą serię na kortach twardych, triumfując w Montrealu (finał z Dominiką Cibulkovą), Los Angeles (finał z Flavią Pennettą), grając w finale turnieju olimpijskiego w Pekinie (porażka z Diemientjewą) i dochodząc do półfinału US Open, zatrzymana przez Serenę Williams. Wygrała US Open Series. Następny tytuł zdobyła w połowie września w Tokio (finał z Kuzniecową). zakwalifikowała się do Mistrzostw WTA w Dosze, ale przegrała wszystkie mecze grupowe. 13 października była klasyfikowana jako wiceliderka rankingu WTA. Została pierwszą tenisistką w dziejach, która w jednym sezonie ograła trzy różne zawodniczki, notowane na pierwszym miejscu listy światowej w dniu rozegrania meczu.

### Sezon 2009
Rok 2009 rozpoczęła od finału w Sydney i w Melbourne (drugi finał wielkoszlemowy). W walce o puchar imienia Daphne Akhurst została znokautowana przez Serenę Williams wynikiem 0:6, 3:6. 20 kwietnia, po osiągnięciu ćwierćfinału w Indian Wells i drugiej rundy w Miami awansowała na pozycję liderki światowych notowań. Wyrównała tym samym wynik swojego brata Marata, który w 2000 roku przewodził klasyfikacji mężczyzn ATP. Jest to pierwszy przypadek w dziejach, by na fotelu liderów zasiadali brat i siostra (inne rodzeństwa, które tego dokonały to siostry Serena Williams i Venus Williams oraz bracia Bob Bryan i Mike Bryan). Rosjanka odnotowała imponującą serię na kortach ziemnych – w Stuttgarcie była w finale, ale okazała się najlepsza w Rzymie i Madrycie. Ponownie doszła do finału French Open, ale tam górą była jej rodaczka Kuzniecowa. Wielokrotnie zarzucano Safinie, że zajmuje pierwsze miejsce w rankingu WTA, nie mając na koncie mistrzostwa wielkoszlemowego. W obronie tenisistki wystąpił między innymi jej brat.
W lipcu po raz pierwszy doszła do półfinału Wimbledonu, zatrzymana przez Venus Williams. Tydzień później zwyciężyła w niewielkich zawodach w Portorožu. W sierpniu została wicemistrzynią w Cincinnati, eliminując w ćwierćfinale powracającą po urlopie macierzyńskim Kim Clijsters (która trzy tygodnie później wygrała US Open). zakwalifikowała się do Mistrzostw WTA, ale wycofała się po rozegraniu dwóch gemów z Jeleną Janković z powodu kontuzji pleców; w efekcie straciła przewodnictwo w światowej klasyfikacji na rzecz Sereny Williams (po 26 tygodniach na pierwszym miejscu) i później go nie odzyskała.

### Od roku 2010
Uraz pleców znacznie zredukował liczbę jej występów w sezonie 2010; po kreczu w czwartej rundzie Australian Open nie grała przez trzy miesiące. Nie wróciła jednak do optymalnej formy, dochodząc najdalej do ćwierćfinałów (Stuttgart, New Haven, Seul), wypadła tym samym ze światowej czołówki. Powróciła w 2011; doznała druzgocącej porażki w pierwszej rundzie Australian Open z Kim Clijsters (0:6, 0:6); w Indian Wells pokonała Samanthę Stosur i Danielę Hantuchovą; skreczowała w ćwierćfinale w Marbelli i oddała walkowerem półfinałowy mecz w Fezie. 12 maja ogłosiła, że przerywa tenisowe występy na czas nieokreślony, by w pełni wyleczyć nękający ją uraz pleców.
11 maja 2014 Dinara Safina ogłosiła zakończenie kariery profesjonalnej.

### Sukcesy deblowe
Dinara Safina była utytułowaną deblistką. Wygrała dziewięć turniejów w grze podwójnej i zanotowała siedem występów finałowych. We wrześniu 2007 razem z Nathalie Dechy triumfowała w US Open, ogrywając w decydującym meczu dwie Tajwanki, Chan Yung-jan i Chuang Chia-jung 6:4, 6:2. Rok wcześniej również zagrała w finale w Nowym Jorku, tym razem u boku Katariny Srebotnik, przegrały z Dechy i Wierą Zwonariową. Serię triumfów w mniejszych imprezach rozpoczęła w Pekinie w 2004 (z Emmanuelle Gagliardi), w 2005 była najlepsza w ’s-Hertogenbosch z Anabel Mediną Garrigues, trzykrotnie, w latach 2006, 2007 i 2008 triumfowała w Gold Coast (z Meghann Shaughnessy, potem ze Srebotnik i Ágnes Szávay). W marcu 2008 wygrały imprezę pierwszej kategorii w Indian Wells (z Jeleną Wiesniną), a po trzech latach przerwy w lutym 2011, pomimo kontuzji pleców, Safina w parze z Galiną Woskobojewą zdobyły mistrzostwo w Kuala Lumpur. 12 maja 2008 Dinara zajmowała ósme miejsce w gronie deblistek w rankingu WTA.
Rosjanka sporadycznie występowała w turniejach gry mieszanej w Wielkim Szlemie. Jej partnerami byli Simon Aspelin, Jonatan Erlich i Andy Ram. Z tym ostatnim osiągnęła półfinał US Open 2005, rosyjsko-izraelska para przegrała z Katariną Srebotnik i Nenadem Zimonjiciem.

### Puchary Federacji i Hopmana

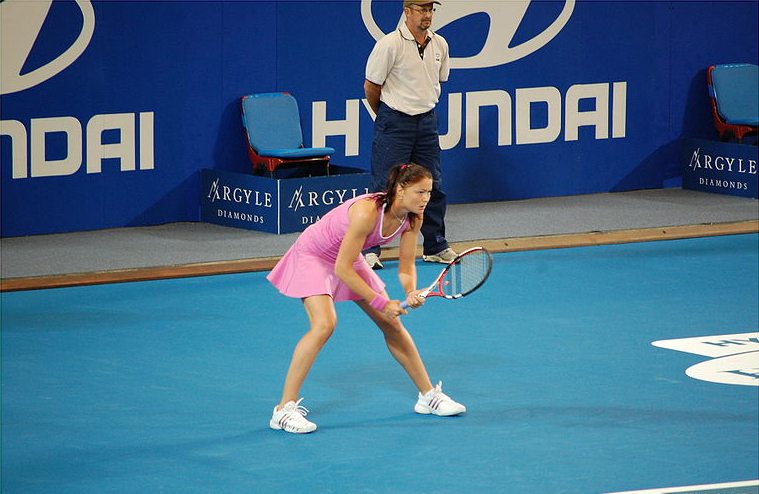
Safina na Pucharze Hopmana w roku 2009

Od 2005 do 2008 roku reprezentowała Rosję w rozgrywkach o Puchar Federacji. W swoim debiucie zdobyła to trofeum, wygrywając mecze w kolejnych konfrontacjach z Włoszkami, Amerykankami i Francuzkami. W starciu finałowym razem z Jeleną Diemientjewą wygrały trzysetowy mecz przeciwko Amélie Mauresmo i Mary Pierce, dający Rosjankom zwycięstwo. W latach 2006 i 2008 grała w ćwierćfinałach Grupy Światowej, częściej angażowana w mecze deblowe niż singlowe.
W 2009 roku wystąpiła w pokazowym turnieju o Puchar Hopmana w parze z Maratem Safinem. Rosyjskie rodzeństwo osiągnęło finał, pokonując w fazie grupowej wszystkich przeciwników: Włochów (Flavia Pennetta i Simone Bolelli), Tajwańczyków (Hsieh Su-wei i Lu Yen-hsun oraz Francuzów (Alizé Cornet i Gilles Simon), ale po finale mistrzami zostali Słowacy, Dominika Cibulková i Dominik Hrbatý.

### Letnie igrzyska olimpijskie
W swoim jedynym występie w letnich igrzyskach olimpijskich Safina zdobyła srebrny medal w grze pojedynczej. Miało to miejsce w 2008 roku w Pekinie. Pokonała w ćwierćfinale Jelenę Janković, a w półfinale faworytkę gospodarzy, Li Na. Przegrała trzysetowy finał z Jeleną Diemientjewą. W grze podwójnej partnerowała jej Swietłana Kuzniecowa, odpadły w trzeciej rundzie z utytułowanymi chińskimi deblistkami, Yan Zi i Zheng Jie.

## Styl gry
Tenis Safiny oparty był głównie na silnych i głębokich uderzeniach z głębi kortu. Zdecydowanie więcej uderzeń kończących odnotowywała z forehandu. Backhandem potrafiła otworzyć sobie kort. Popełniała wiele niewymuszonych błędów. Uważa się, że jej serwisowi brakowało siły i precyzji, pomimo że była wysoką zawodniczką. Ulubioną nawierzchnią Rosjanki były korty ziemne, a najmniej pewnie czuła się na kortach trawiastych. Często zmagała się z mentalnym aspektem występów turniejowych, co niejednokrotnie miało duży wpływ na jakość jej gry.

## Życie prywatne
Rodzice Dinary Safiny związani byli z tenisem ziemnym. Ojciec, Michaił Aleksiejewicz Safin był menedżerem moskiewskiego klubu Spartak. Matka, Rausa Isłanowa to była tenisistka radziecka, później pracująca jako trener. Starszy o sześć lat brat Marat Safin to były lider rankingu ATP w grze pojedynczej, mistrz dwóch turniejów wielkoszlemowych i zdobywca Pucharu Davisa. Rodzina Safinów jest pochodzenia tatarskiego.
Wychowała się w Moskwie, przez kilka lat mieszkała w Walencji, później razem z bratem zamieszkała w Monte Carlo.

## Finały turniejów WTA
| Legenda                     | Legenda |
| --------------------------- | ------- |
| Wielki Szlem                |         |
| Igrzyska olimpijskie        |         |
| WTA Tour Championships      |         |
| 1988 – 2008                 |         |
| Kategoria I                 |         |
| Kategoria II                |         |
| Kategoria III               |         |
| Kategoria IV                |         |
| Kategoria V                 |         |
| 2009 – 2020                 |         |
| WTA Premier Mandatory       |         |
| WTA Premier 5               |         |
| WTA Premier                 |         |
| WTA International Series    |         |
| WTA 125K series (2012–2020) |         |

### Gra pojedyncza
| Końcowy wynik | Nr  | Data                 | Turniej          | Nawierzchnia    | Przeciwniczka        | Wynik finału     |
| ------------- | --- | -------------------- | ---------------- | --------------- | -------------------- | ---------------- |
| Zwyciężczyni  | 1.  | 27 lipca 2002        | Sopot            | Ceglana         | Henrieta Nagyová     | 6:3, 4:0 krecz   |
| Zwyciężczyni  | 2.  | 13 lipca 2003        | Palermo          | Ceglana         | Katarina Srebotnik   | 6:3, 6:4         |
| Finalistka    | 1.  | 31 października 2004 | Luksemburg       | Twarda          | Alicia Molik         | 3:6, 4:6         |
| Zwyciężczyni  | 3.  | 13 lutego 2005       | Paryż            | Dywanowa (hala) | Amélie Mauresmo      | 6:4, 2:6, 6:3    |
| Zwyciężczyni  | 4.  | 15 maja 2005         | Praga            | Ceglana         | Zuzana Ondrášková    | 7:6(2), 6:2      |
| Finalistka    | 2.  | 21 maja 2006         | Rzym             | Ceglana         | Martina Hingis       | 2:6, 5:7         |
| Finalistka    | 3.  | 24 czerwca 2006      | ’s-Hertogenbosch | Trawiasta       | Michaëlla Krajicek   | 3:6, 4:6         |
| Zwyciężczyni  | 5.  | 6 stycznia 2007      | Gold Coast       | Twarda          | Martina Hingis       | 6:3, 3:6, 7:5    |
| Finalistka    | 4.  | 15 kwietnia 2007     | Charleston       | Ceglana         | Jelena Janković      | 2:6, 2:6         |
| Zwyciężczyni  | 6.  | 11 maja 2008         | Berlin           | Ceglana         | Jelena Diemientjewa  | 3:6, 6:2, 6:2    |
| Finalistka    | 5.  | 7 czerwca 2008       | French Open      | Ceglana         | Ana Ivanović         | 4:6, 3:6         |
| Finalistka    | 6.  | 21 czerwca 2008      | ’s-Hertogenbosch | Trawiasta       | Tamarine Tanasugarn  | 5:7, 2:6         |
| Zwyciężczyni  | 7.  | 27 lipca 2008        | Carson           | Twarda          | Flavia Pennetta      | 6:4, 6:2         |
| Zwyciężczyni  | 8.  | 3 sierpnia 2008      | Montreal         | Twarda          | Dominika Cibulková   | 6:2, 6:1         |
| Finalistka    | 7.  | 17 sierpnia 2008     | Pekin            | Twarda          | Jelena Diemientjewa  | 6:3, 5:7, 3:6    |
| Zwyciężczyni  | 9.  | 21 września 2008     | Tokio            | Twarda          | Swietłana Kuzniecowa | 6:1, 6:3         |
| Finalistka    | 8.  | 16 stycznia 2009     | Sydney           | Twarda          | Jelena Diemientjewa  | 3:6, 6:2, 1:6    |
| Finalistka    | 9.  | 30 stycznia 2009     | Australian Open  | Twarda          | Serena Williams      | 0:6, 3:6         |
| Finalistka    | 10. | 3 maja 2009          | Stuttgart        | Ceglana (hala)  | Swietłana Kuzniecowa | 4:6, 3:6         |
| Zwyciężczyni  | 10. | 9 maja 2009          | Rzym             | Ceglana         | Swietłana Kuzniecowa | 6:3, 6:2         |
| Zwyciężczyni  | 11. | 17 maja 2009         | Madryt           | Ceglana         | Caroline Wozniacki   | 6:2, 6:4         |
| Finalistka    | 11. | 6 czerwca 2009       | French Open      | Ceglana         | Swietłana Kuzniecowa | 4:6, 2:6         |
| Zwyciężczyni  | 12. | 26 lipca 2009        | Portorož         | Ceglana         | Sara Errani          | 6:7(5), 6:1, 7:5 |
| Finalistka    | 12. | 16 sierpnia 2009     | Cincinnati       | Twarda          | Jelena Janković      | 4:6, 2:6         |

## Historia występów w turniejach wielkoszlemowych

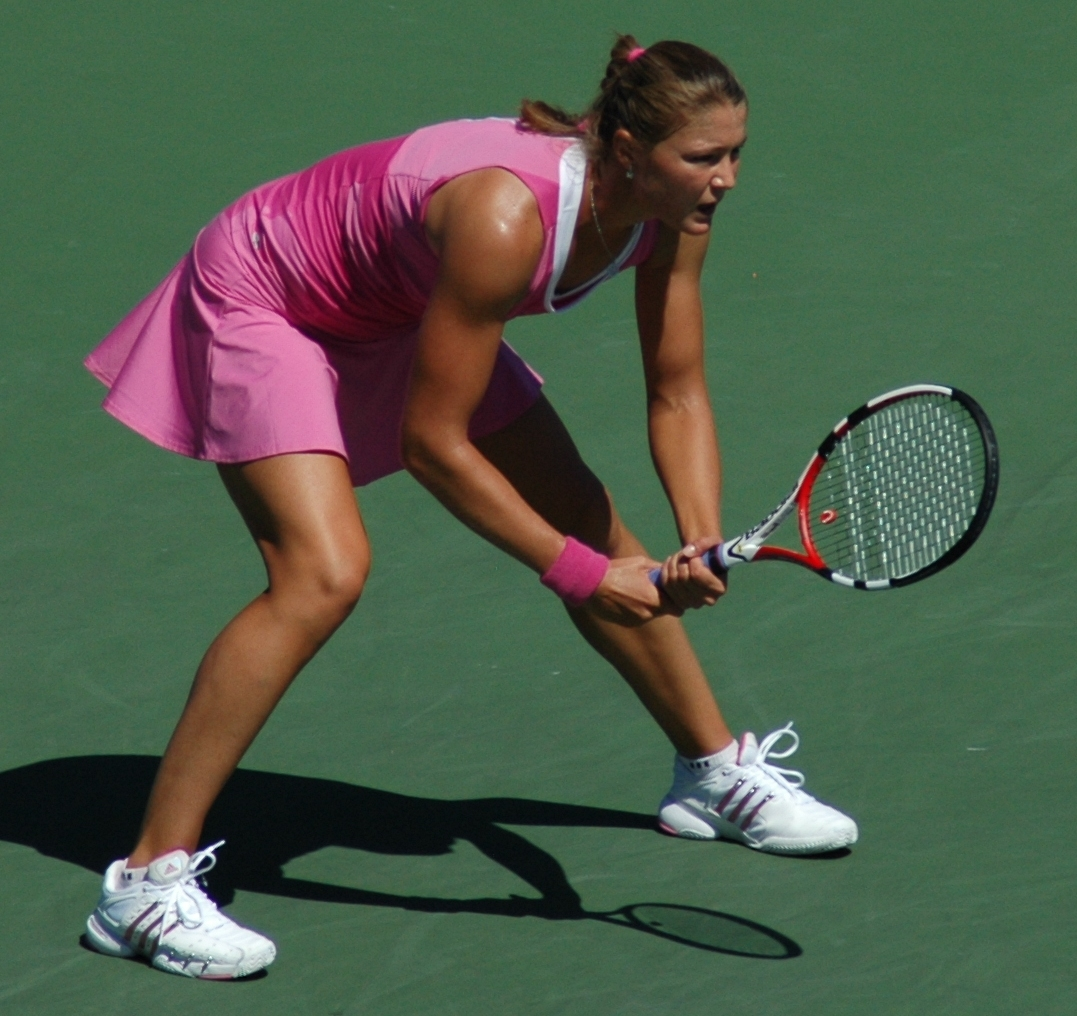
Dinara Safina podczas US Open 2008

### Gra pojedyncza
| Turniej                                   | 2002 | 2003 | 2004 | 2005 | 2006 | 2007 | 2008 | 2009 | 2010 | 2011 | W całej karierze | W całej karierze |
| ----------------------------------------- | ---- | ---- | ---- | ---- | ---- | ---- | ---- | ---- | ---- | ---- | ---------------- | ---------------- |
| Australian Open                           | —    | 1R   | 3R   | 2R   | 2R   | 3R   | 1R   | F    | 4R   | 1R   | 0/9              | 15-9             |
| Roland Garros                             | —    | 1R   | 2R   | 1R   | QF   | 4R   | F    | F    | 1R   | —    | 0/8              | 20-8             |
| Wimbledon                                 | LQ   | 1R   | 1R   | 3R   | 3R   | 2R   | 3R   | SF   | —    | —    | 0/7              | 12-7             |
| US Open                                   | 2R   | 4R   | 1R   | 1R   | QF   | 4R   | SF   | 3R   | 1R   | —    | 0/9              | 18-9             |
| Turnieje wielkoszlemowe – wygrane/porażki | 1-1  | 3-4  | 3-4  | 3-4  | 11-4 | 9-4  | 13-4 | 19-4 | 3-3  | 0-1  | 0-34             | 65-33            |

#### Legenda
zielony: W, wygrała turniej seniorski
     żółty: F, odpadła w finale w turnieju seniorskim
     ciemnobrązowy: SF, odpadła w półfinale w turnieju seniorskim
     jasnobrązowy: QF, odpadła w ćwierćfinale w turnieju seniorskim
     różowy: 4R, 3R, 2R, 1R, odpadła w IV, III, II, I rundzie w turnieju seniorskim
     biały: LQ, odpadła w kwalifikacjach w turnieju seniorskim
     biały: –, nie startowała

## Finały juniorskich turniejów wielkoszlemowych

### Gra pojedyncza (1)
| Końcowy wynik | Rok  | Turniej   | Nawierzchnia | Przeciwniczka     | Wynik finału  |
| Finalistka    | 2001 | Wimbledon | Trawiasta    | Angelique Widjaja | 4:6, 6:0, 5:7 |

### Gra podwójna (1)
| Końcowy wynik | Rok  | Turniej     | Nawierzchnia | Partnerka   | Przeciwniczki                              | Wynik finału |
| Finalistka    | 2000 | French Open | Ceglana      | Matea Mežak | M. J. Martínez Sánchez A. Medina Garrigues | 0:6, 1:6     |